# Glaciar Christensen
El glarciar Christensen (en noruego: Christensenbreen) es un pequeño glaciar que fluye hacia la costa sur de la isla Bouvet, al este de la Punta de Cato, en la posición geográfica 54°28′S 3°24′E / -54.467, 3.400. Esta isla subantártica se encuentra en el océano Atlántico Sur. Este glaciar fue visto por primera vez en el 1898 por la expedición alemana comandada por Carl Chun. Luego fue visto visitado nuevamente por la expedición noruega bajo el mando del capitán del barco Norvegia, Harald Horntvedt, quién anexó la isla su país. En honor al financista de la expedición Lars Christensen se le puso su apellido a este glaciar.